# 68ª edizione dei Directors Guild of America Award
La 68ª edizione dei Directors Guild of America Award si è tenuta il 6 febbraio 2016.

## Cinema

### Film
- Alejandro González Iñárritu – Revenant - Redivivo (The Revenant)
- Tom McCarthy – Il caso Spotlight (Spotlight)
- Adam McKay –  La grande scommessa (The Big Short)
- George Miller – Mad Max: Fury Road
- Ridley Scott – Sopravvissuto - The Martian (The Martian)

### Documentari
- Asif Kapadia – Cartel Land
- Jimmy Chin ed Elizabeth Chai Vasarhelyi – Meru
- Liz Garbus – What Happened, Miss Simone?
- Alex Gibney – Going Clear - Scientology e la prigione della fede (Going Clear: Scientology and the Prison of Belief)
- Asif Kapadia – Amy

### Opere prime
- Alex Garland – Ex Machina
- Fernando Coimbra – O Lobo Atrás da Porta
- Joel Edgerton – Regali da uno sconosciuto - The Gift (The Gift)
- Marielle Heller – Diario di una teenager (The Diary of a Teenage Girl)
- László Nemes – Il figlio di Saul (Son of Saul)

## Televisione

### Serie drammatiche
- David Nutter – Il Trono di Spade (Game of Thrones) per l'episodio Madre misericordiosa (Mother's Mercy)
- Michael Engler – Downton Abbey per l'Episodio otto della sesta stagione
- Lesli Linka Glatter – Homeland - Caccia alla spia (Homeland) per l'episodio Ospitalità (The Tradition of Hospitality)
- Steven Soderbergh – The Knick per l'episodio Williams and Walker
- Matthew Weiner – Mad Men per l'episodio Da persona a persona (Person to Person)

### Serie commedia
- Chris Addison – Veep - Vicepresidente incompetente (Veep) per l'episodio Election Night
- Louis C.K. – Louie per l'episodio Pigiama party (Sleepover)
- Mike Judge – Silicon Valley per l'episodio Binding Arbitration
- Gail Mancuso – Modern Family per l'episodio Bianco Natale (White Christmas)
- Jill Soloway – Transparent per l'episodio Kina Hora

### Miniserie e film tv
- Dee Rees – Bessie
- Angela Bassett – Whitney
- Laurie Collyer – Marilyn: la vita segreta (The Secret Life of Marilyn Monroe)
- Paul Haggis – Show Me a Hero
- Kenny Leon e Matthew Diamond – The Wiz Live!

### Varietà, talk show, news, sport
- Dave Diomedi – The Tonight Show Starring Jimmy Fallon per la puntata del 16 marzo 2015
- Paul G. Casey – Real Time with Bill Maher per la puntata del 13 novembre 2015
- Ryan McFaul e Amy Schumer – Inside Amy Schumer per la puntata del 5 maggio 2015 12 Angry Men Inside Amy Schumer
- Chuck O'Neil – The Daily Show with Jon Stewart per la puntata del 6 agosto 2015
- Don Roy King – Saturday Night Live per la puntata del 17 ottobre 2015 presentata da Tracy Morgan

### Varietà, talk show, news, sport – Speciali
- Don Roy King – Saturday Night Live 40th Anniversary Special
- Sofia Coppola – A Very Murray Christmas
- Hamish Hamilton  – 87ª edizione della cerimonia dei Premi Oscar
- Beth McCarthy-Miller – Adele Live in New York City
- Chris Rock – Amy Schumer: Live at the Apollo

### Reality/competition show
- Adam Vetri – Steve Austin - Sfida implacabile (Steve Austin's Broken Skull Challenge) per la puntata dell'8 febbraio 2015 Gods of War
- Brady Connell – The Great Christmas Light Fight per la puntata del 14 dicembre 2015
- Ken Fuchs – Shark Tank per la puntata del 2 ottobre 2015 Week 2: O'Dang Hummus, Mikki Bey Eyelash Extensions, LOLIWARE, Splikity
- Steve Hryniewicz – La prova del diavolo (Cutthroat Kitchen) per la puntata del 2 dicembre 2015 Superstar Sabotage Finale: It's Raining Ramen
- Bertram van Munster – The Amazing Race per la puntata del 27 novembre 2015 Bring the Fun, Baby!

### Programmi per bambini
- Kenny Ortega – Descendants
- Paul Hoen – Mia sorella è invisibile! (Invisible Sister)
- Joey Mazzarino – Sesamo apriti (Sesame Street) per la puntata del 16 febbraio 2015 The Cookie Thief
- Amy Schatz – Saving My Tomorrow per la puntata del 22 aprile 2015
- Sasie Sealy – Gortimer Gibbon's Life on Normal Street per l'episodio Gortimer and the Vengeful Violinist

## Pubblicità
- Andreas Nilsson – spot per Comcast (Emily's Oz), General Electric (Time Upon a Once) e Old Spice (Dad Song)
- Juan Cabral – spot per IKEA (Monkeys) e Lurpak (Freestyle)
- Miles Jay – spot per ESPN (It Can Wait)
- Tom Kuntz – spot per Old Spice (So It Begins), Heineken (The Chase) e Clash of Clans (Revenge)
- Steve Rogers – spot per Nike (Ripple; Snow Day)